# Завод рабов
«Завод рабов» (яп. ドレイ工場: Dorei kojo) — японский фильм-драма, созданный одним из виднейших деятелей «независимого» японского кино — режиссёром Сацуо Ямамото в 1968 году — по мотивам «Повести о Токийском стачечном комитете». Он снят по инициативе более тысячи организаций и частных лиц, с помощью 100 тысяч рабочих в содружестве с кинематографистами.

## Сюжет
В основу фильма положен действительный случай, происшедший на одном из заводов Токио.
...В течение многих лет рабочие завода «Канто-Тэкко» находились в бесправном положении. Компания делала с ними все, что хотела: их увольняли, переводили из цеха в цех, снижали заработную плату, бесконечно штрафовали. И это все при том, что не было необходимых условий для труда, не соблюдались элементарные правила техники безопасности.
После гибели молодого рабочего металлисты поднялись на борьбу за свои права и под руководством профсоюза объявили длительную забастовку, предъявив свои требования руководству предприятия. В этой борьбе их поддержали и другие рабочие.

## В ролях
- Акира Кимура
- Тоору Ёкои
- Дзюкити Уно
- Харуко Сугимура
- Гин Маэда
- Кодзиро Кусанаги
- Мацухиро Мацуда
- Томоэ Хииро

## Премьеры
- — национальная премьера фильма состоялась 25 января 1968 года[1].
- — фильм демонстрировался в советском кинопрокате с марта 1969 года[2][3].